# 나비
나비(영어: butterfly)는 나비목에 속하는 날개 달린 곤충으로, 대형나방군(Macroheterocera) 중에서 미국나방나비상과와 팔랑나비상과 그리고 호랑나비상과에 속한 종들을 포함하는 단계통군을 일컫는다.
나비는 전세계 거의 모든 곳에 서식하지만 특히 열대우림지역에 대부분의 종이 산다.  또한 전 세계적으로 나비는 15,000~20,000여 종으로, 날개의 길이가 1~28cm까지 다양하다. 나비의 일생은 ·알·유충·번데기·성충 네 단계를 거친다.
한국에서 나비를 연구한 사람으로는 생물학자 석주명이 있다. 나비 채집과 우화를 목적으로 한 나비 애벌레 사육이 취미인 사람들이 있을 정도로 사람들의 사랑을 많이 받는 곤충이다. 나비는 시나 소설의 소재로 많이 등장하며, 노리개와 같은 공예품으로도 많이 제작되었다. 요즈음은 나비의 날개를 떼어내어 비닐 사이에 넣고 눌러 만든 테이블보나 물감 대신에 날개의 색채와 무늬를 이용하여 그린 나비 그림, 나비 표본을 액자에 넣어 만든 벽걸이 등의 장식품들을 만들고 있다.

## 형태
성충의 몸은 머리·가슴·배의 세 부분으로 나뉘며, 머리에는 한 쌍의 촉각, 한 쌍의 겹눈 및 입, 가슴에는 두 쌍의 날개, 세 쌍의 다리가 있다. 겹눈은 대단히 커서 머리의 반 이상을 차지하며, 홑눈은 없다. 입은 작은턱이 변형한 흡수관이 되며, 아랫입술수염은 세 마디로 앞쪽으로 돌출해 있다. 가슴은 앞가슴·가운뎃가슴·뒷가슴의 세 마디로 이루어지며 각 마디에 한 쌍의 다리가 있다. 가운뎃가슴·뒷가슴에는 각각 한 쌍의 막모양 날개가 있고 이것을 지탱하는 속이 빈 맥이 그 가운데를 지나는데, 이것을 날개맥이라 하며 그 양상을 맥상(脈相)이라 한다. 배는 10마디로 이루어져 있으며 끝 부분의 8~10마디가 수컷에서는 변형하여 교미기를 만들고, 암컷에서도 그것에 상응하는 변형이 일어난다.
알은 둥근형·반원형·만두형·포탄형·맥주통형 등 여러 가지인데, 알껍데기 표면에 구릉이나 돌기·조각 등이 있는 것이 많다. 유충은 일반적으로 가늘고 길다. 머리 1마디, 가슴 3마디, 배 10마디인 총 14마디로 이루어지며 배 끝부분의 분절(分節)은 항상 명료하지는 않다. 번데기는 모든 부속물(촉각·입·날개 등)을 키틴질인 칼집에 넣은 다음 몸통부에 밀착시켜 두는데 꼬리끝을 토해낸 실로 묶어서 몸을 고정하고 있는 종류와 꼬리끝을 고정하고 머리를 숙여 매달리는 두 종류가 있다.

## 생식
나비의 짝짓기는 시각과 후각을 통해서 이루어진다. 시각적인 신호로 구애행동을 할 때는 날개 비늘로 자외선을 반사하여 신호를 보내는데, 이는 사람에게는 보이지 않는다. 또한 페로몬을 분비하여 멀리 있는 상대를 유인한다. 짝짓기가 끝난 후, 암컷은 몇 시간 안에 알을 낳는데, 나비는 유충이 쉽게 먹이에 도달할 수 있는 부드러운 풀의 잎눈·꽃눈 등에 산란한다.

## 행동과 생태

### 생활과 한살이
부화한 유충은 알껍데기의 일부 또는 전부를 먹는 일이 많다. 유충은 여러 번 탈피한 뒤 번데기로 되는데 유충의 탈피 횟수는 종에 따라 다르다. 다 자란 유충은 용화 장소를 찾아 이동하며, 용화 장소에 실을 토하여 실기둥을 만들고 거기에 꼬리각의 갈고리를 걸쳐 매달거나 실기둥에 꼬리각의 갈고리를 걸치고 다시 실을 토하여 몸을 고정하거나 한다. 이 때 유충의 몸은 수축하고 색채는 약간 투명한 느낌이 있는데 그 상태를 전용이라 한다. 전용은 약 1~2일 동안에 탈피하여 번데기가 된다. 이와 같은 알·유충·번데기 탈피 기간은 온도에 의해 좌우되는데 고온에서는 짧고, 저온에서 길어진다.
나비는 알·유충·번데기·성충의 어느 한 단계에서 겨울잠을 자는데, 대부분 번데기 단계에서 잔다. 겨울잠을 자기 전에 혈액에서 글리콜이라는 액체가 만들어져 심한 추위에서도 견딜 수 있게 해 준다.

### 체온 조절
- 복부: 나비는 배에 최대한 태양광을 쪼여 그 복사열로 체온을 높인다. 곤충 등의 변온동물은 낮은 온도에서 활동에 제약을 받으므로 햇빛을 받아 자신의 체온을 높여야만 한다. 복부에 햇빛을 받아야 체온이 올라가니 이는 당연한 이치이다. 이와 반대로 나비가 그늘에 앉아 있다면 체온을 식히는 것으로 볼 수 있겠다. 또한 나비의 머리, 가슴, 배는 털이 변형된 비늘로 덮여 있는데[5] 털(또는 비늘)은 피부의 열 손실을 막기에 나비 뿐만 아니라 인간의 체온 유지에도 중요한 역할을 한다.

- 날개: 나비가 일광욕을 하는 방법에는 두 가지가 있다.
  - 첫째, 몸을 옆으로 비스듬히 숙여 햇빛이 닿는 면적을 넓게 함으로써 한쪽 날개를 데우고, 이어서 반대로 기울여 다른 쪽 몸을 데우는 방법이다. 이렇게 행동하는 종류로는 까마귀부전나비, 도시처녀나비, 참산뱀눈나비 등이 있다.
  - 둘째, 날개를 반쯤 펴거나 완전히 펴고 앉아 햇빛을 받음으로써 몸을 데우는 방법이다. 호랑나비과, 흰나비과, 네발나비과의 표범나비류, 오색나비류 등 대부분의 나비가 이에 속한다[6]. 체온 조절을 위한 나비의 일광욕은 날개의 색과도 밀접한 관계를 갖는데 검은색이 햇빛의 흡수율이 가장 높고 흰색이 가장 낮은 것을 고려하면 날개가 집열판 역할을 한다고 볼 수 있다. 그 예로 유럽산 뱀눈나비의 경우는 32-34.5℃, 산호랑나비는 28-30℃, 아폴로나비는 10-17℃에 활동한다. 한편, 날개의 흰색 부분은 빛을 배 부분으로 반사하여 복사열을 전하는 기능을 하는 것으로 추측할 수 있다[7]. 또 식물의 잎맥처럼 날개에 퍼져 있는 많은 주름(시맥과 시실)이 햇빛의 흡수를 돕고 체온 조절에 기여하는 것으로 보인다.

- 체벽: 곤충의 원표피층의 30~50%는 카이틴(chitin/Ctn)이 점유하고 있는데 이것은 단단하면서도 가벼워 비행에 많은 에너지를 요구하지 않는 효율적인 물질이다. 또한 물, 묽은 산용액, 알칼리 용액, 알코올 등 모든 무기용매에 전혀 녹지 않기[8] 때문에 탁월한 방수 기능으로 체벽을 통한 수분의 증발을 최소화한다. 항온동물이 땀을 흘리는 데서 알 수 있듯이 수분의 증발은 곧 체온의 하강이기 때문이다.

### 빗방울 충격 완화 방법
나비가 상대적으로 엄청난 크기와 무게인 빗방울로부터 피해를 막을 수 있는 비결은 몸 표면의 미세한 둔덕과 나노 규모의 왁스층이 빗방울을 분쇄해 퍼뜨림으로써 물방울 충돌로 인한 충격량을 줄여 연약한 구조를 지키고, 차가운 물방울과 접촉하는 시간을 줄여 열 손실로 인한 저체온 현상을 막기 때문이라는 사실이 밝혀졌다.

## 같이 보기
- 미접
- 나방
- 곤충
- 나비와 나방의 구분